# Ressources et consommation énergétiques mondiales

Évolution de la consommation énergétique mondiale par source d'énergie entre 2000 et 2021 : charbon, pétrole, gaz, nucléaire, hydraulique, autres renouvelables.

Les réserves mondiales prouvées d'énergie fossile pouvaient être estimées en 2022, selon l'Agence fédérale allemande pour les sciences de la Terre et les matières premières, à 41 662 EJ (exajoules), dont 55 % de charbon, 25 % de pétrole et 19 % de gaz naturel. Ces réserves assurent 81 ans de production au rythme de 2024 ; cette durée est très variable selon le type d'énergie : 53 ans pour le pétrole, 54 ans pour le gaz naturel, 140 ans pour le charbon. Pour l'uranium, avec les techniques actuelles, elle serait de 85 à 130 ans selon les estimations, et sa durée d'utilisation pourrait se compter en siècles en ayant recours à la surgénération. À plus long terme, la fusion nucléaire pourrait apporter des ressources encore plus élevées. Le potentiel de l'énergie solaire est également quasi illimité.
La production mondiale d'énergie commercialisée était en 2024, selon l'Energy Institute, de 592 EJ, en progression de 13,7 % par rapport à 2014. Elle se répartissait en 33,6 % de pétrole, 27,9 % de charbon, 25,1 % de gaz naturel, 5,2 % de nucléaire et 8,2 % d'énergies renouvelables (EnR) (dont hydroélectricité : 2,7 % ; éolien, solaire, biomasse, géothermie, biocarburants : 5,5 %). Dans la production électrique mondiale, le charbon reste largement dominant.
Depuis la révolution industrielle, la consommation d'énergie ne cesse d'augmenter. La consommation finale énergétique mondiale progresse de 63 % entre 1990 et 2022 ; elle s'élève en 2022, selon l'Agence internationale de l'énergie (AIE), à 422 EJ, dont 21 % sous forme d'électricité ; depuis 1990, elle progresse un peu plus vite que la population, mais sa répartition par source d'énergie n'a guère évolué : la part des énergies fossiles recule de 1,6 points, mais leur domination reste massive : 81,9 % ; la part des EnR passe de 14,2 % en 1990 à 16,1 % en 2022, car le recul de la part de la biomasse compense en partie la progression des autres EnR. Quatre pays concentrent 50,5 % de cette consommation : la Chine 22,8 %, les États-Unis 15,7 %, l'Inde 6,7 % et la Russie 5,3 %. La répartition par secteur de cette consommation est : industrie 30 %, transports 28 %, résidentiel 20 %, tertiaire 8 %, agriculture et pêche 2 %, usages non énergétiques (chimie, etc.) 10 %. La part de l'électricité dans la consommation finale d'énergie progresse rapidement : de 13,5 % en 1990 à 21 % en 2022 ; cette progression est la plus rapide dans les pays émergents. La consommation par habitant est en moyenne mondiale de 78,3 GJ/hab ; celle du Bangladesh ne représente que 15,7 % de cette moyenne alors que celle des États-Unis est 3,48 fois supérieure à la moyenne.
Au niveau mondial, les émissions de dioxyde de carbone (CO2) dues à l'énergie en 2022 sont estimées par l'AIE à 35 Gt, en progression de 140 % depuis 1971, dont 43,7 % produites par le charbon, 32,7 % par le pétrole et 21,3 % par le gaz naturel ; par secteur en 2022, 38 % sont issues de l'industrie, 24 % du transport, 17 % du secteur résidentiel et 9 % du secteur tertiaire. Les émissions de CO2 par habitant en 2022 sont estimées à 4,29 t dans le monde, 13,81 t aux États-Unis, 7,50 t en Chine, 7,30 t en Allemagne, 4,13 t en France, 1,78 t en Inde et 0,89 t en Afrique. Selon l'Energy Institute, les émissions mondiales de CO2 liées à l'énergie ont progressé de 4 % de 2019 à 2024.
Dans le cadre de la convention-cadre des Nations unies sur les changements climatiques, tous les pays se sont engagés à maintenir la hausse des températures en deçà de +2 °C par rapport à l'ère préindustrielle. Pour aboutir à ce résultat, il faut globalement s'abstenir d'extraire un tiers des réserves de pétrole, la moitié des réserves de gaz et plus de 80 % du charbon disponibles dans le sous-sol mondial, d'ici à 2050. Selon l'AIE, les engagements individuels des pays à la conférence de Paris de 2015 sur les changements climatiques (COP21) sont largement insuffisants : ils ne feraient que ralentir la progression des émissions de CO2 et mèneraient à une hausse des températures de +2,7 °C en 2100.

## Production annuelle énergétique mondiale

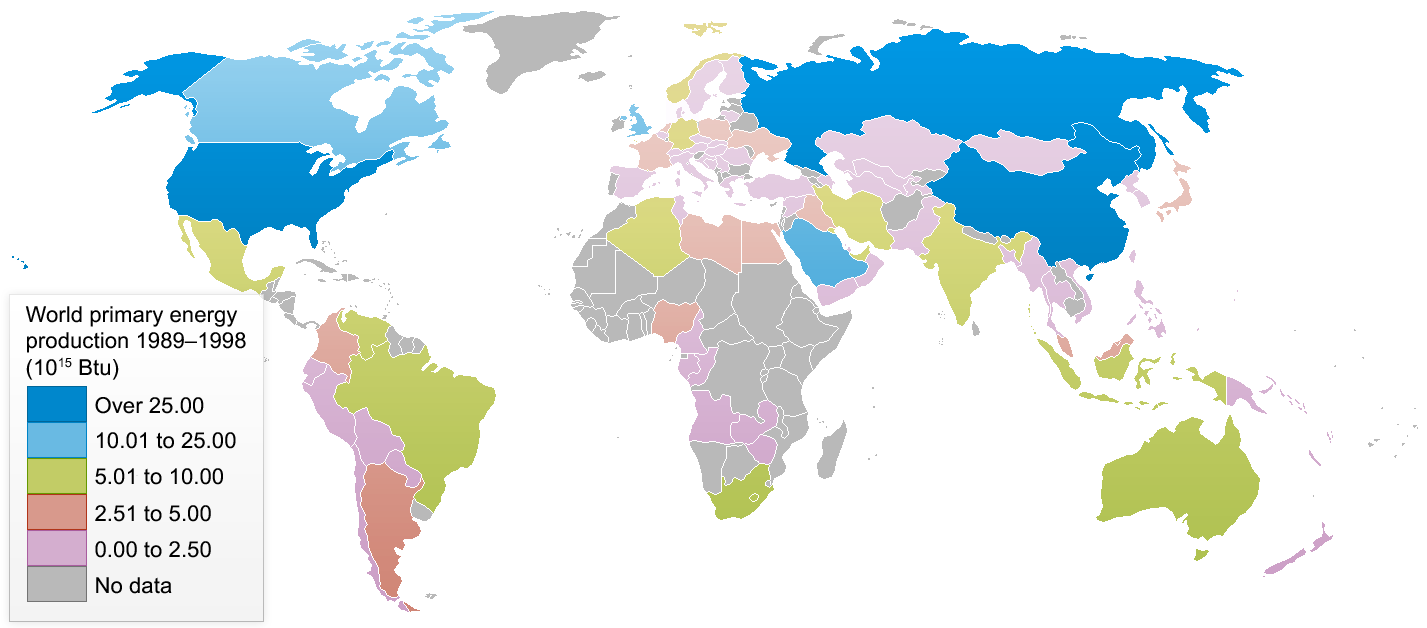
Carte de la répartition de la production d'énergie dans le monde entre 1989 et 1998.